# Heusden (commune)
Pour les articles homonymes, voir Heusden.
Heusden est une commune des Pays-Bas de la province du Brabant-Septentrional. Au 1er janvier 2009, la commune comptait 43 082 habitants.

## Localités
Doeveren, Drunen, Elshout, Giersbergen, Haarsteeg, Hedikhuizen, Heesbeen, Herpt, Heusden, Nieuwkuijk, Oudheusden et Vlijmen.

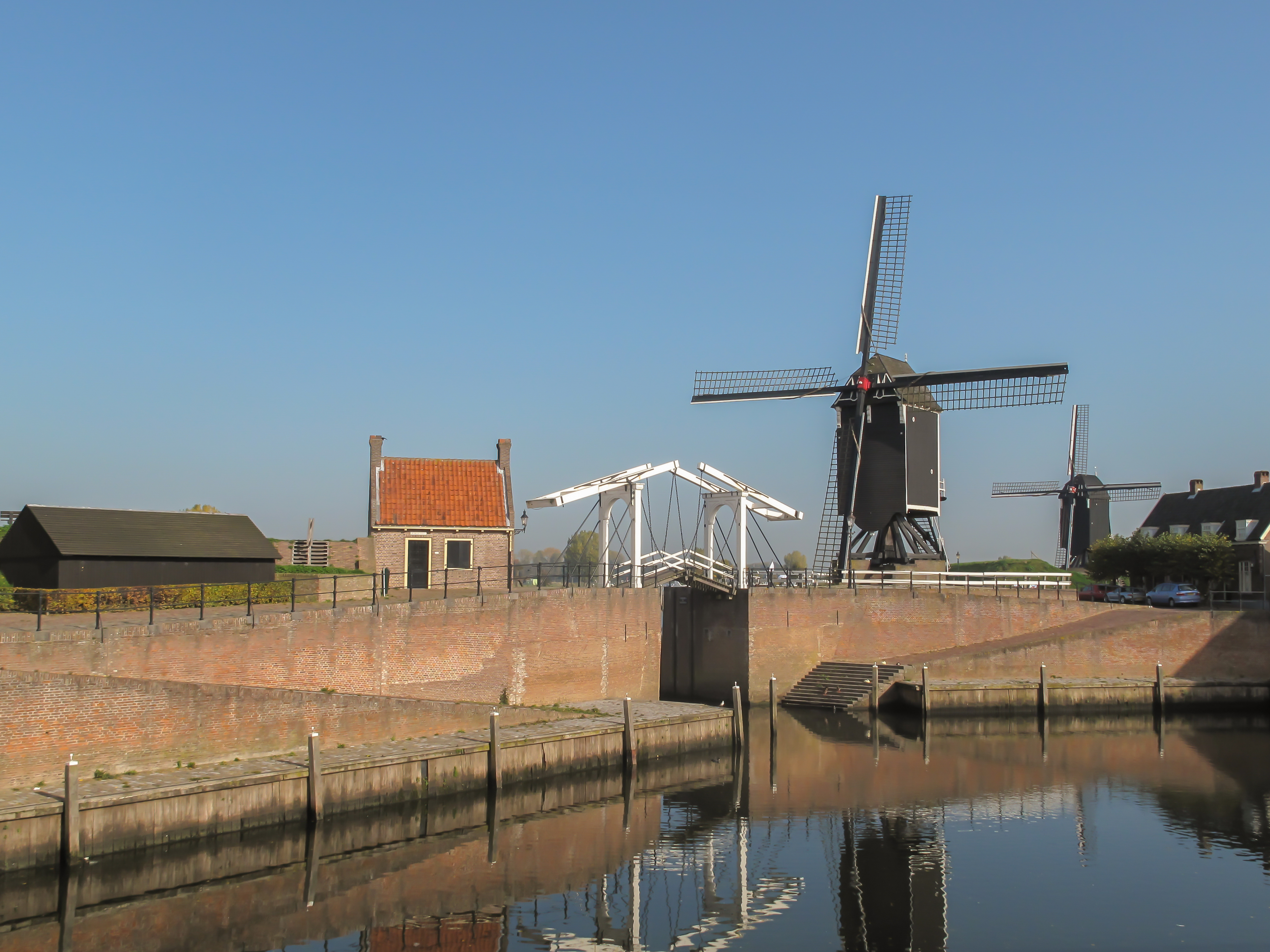
Heusden, moulin nr.1 et 2 et le pont basculant

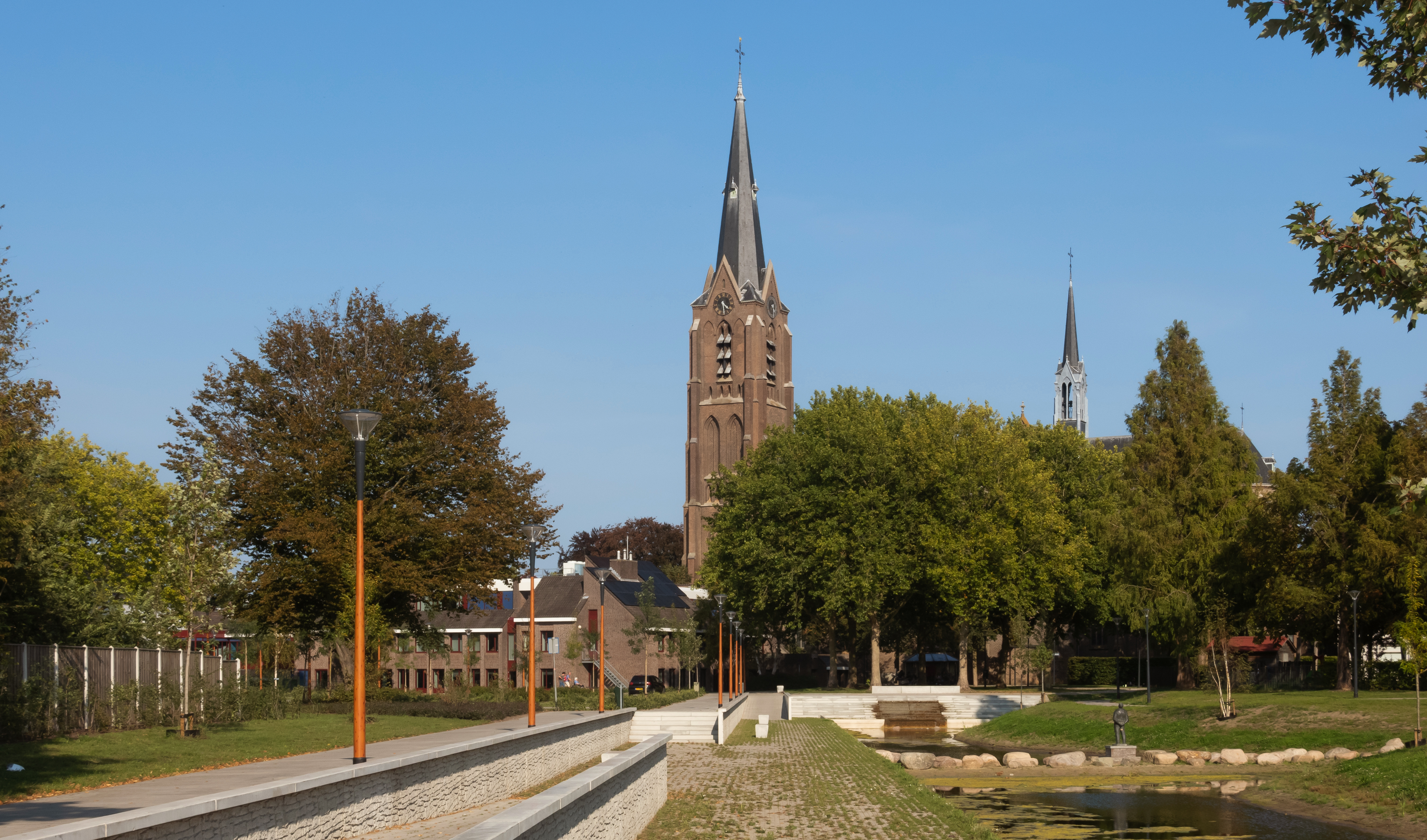
Vlijmen, l'église: la Sint Jan Geboortekerk